# Mazda 6 MPS
La Mazda 6 MPS ou Mazda Atenza MPS ou encore Mazdaspeed 6 est une familiale sportive du constructeur automobile Japonais Mazda produite à partir de 2005.
Elle est basée sur la Mazda 6 (GG/GY) de première génération et est inspirée du concept Mazda 6 MPS Concept dévoilé au salon de Paris en 2002. Elle opte pour la version quatre portes "sedan" plutôt que la version cinq portes "hatchback" initialement choisie pour le concept. Son design s'inscrit dans l'esprit "Zoom-Zoom" de Mazda.
Elle est préparée par le département compétition de Mazda : Mazdaspeed, son nom MPS signifie "Mazda Performance Series", elle est motorisée par un 2.3 litres essence de 260 ch, associé à une transmission intégrale.

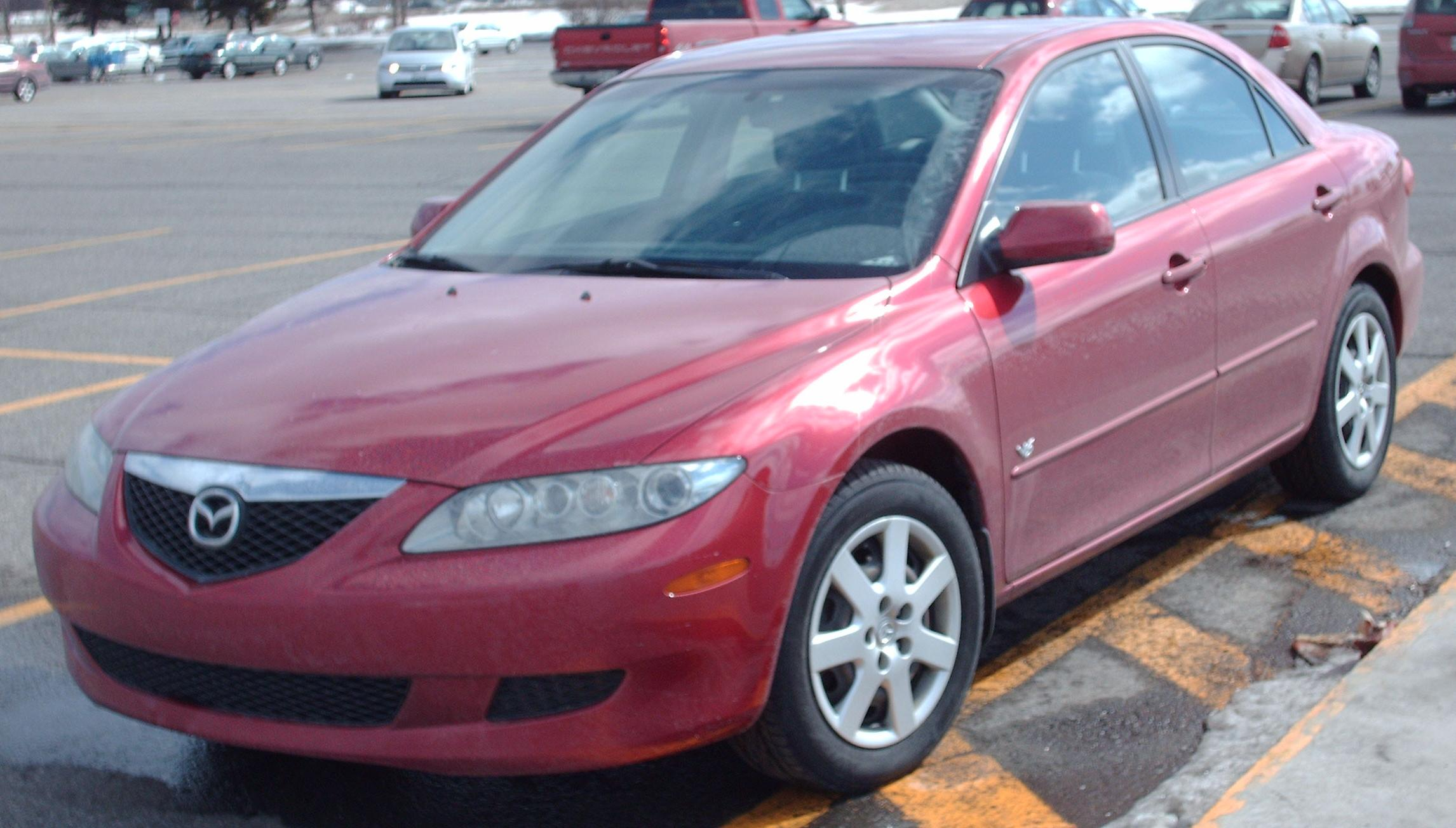
La Mazda 6 sedan sert de base à la 6 MPS